# ワールド・オブ・エレガンス
ワールド・オブ・エレガンス（World of Elegance）は、FM東京→TOKYO FMなどで1976年11月1日から1993年3月31日まで放送されていたラジオ番組。

## 概要
細川俊之による語りに、クラシックピアノやフルートで奏でられた数々の曲を乗せるスタイルの番組であった。スポンサーは、神戸市に本社を置くアパレルメーカーのワールド。放送中の女性ナレーションは小原乃梨子、のちに鶴ひろみへ交代。番組名はもちろんのこと、番組内で「グランドファッションのワールド」というフレーズがあり、音楽番組であると同時に、番組自体がワールドを宣伝する番組になるように構成されていた（よって協賛スポンサーの冠番組であり、インフォマーシャル的な要素をもつ番組でもあった）。毎月第1月曜日にはルネ・ヴァン・ダール・ワタナベによるその月の星座占いが組み込まれた。
開始から2週間ほどは「プライベートサロン」という仮タイトルで放送。通常、番組名にはスポンサー名を入れないが、本番組では「ワールド」はスポンサー名ではないという解釈であった。
基本的には上記の通り細川によるモノローグが中心であるが、不定期でゲストが出演したことがある。（例：1977年放送のしばたはつみ）
なお細川は、放送時間中に入った喫茶店で「生放送ではなかったのね」と言われて以来、喫茶店などへ行く時間帯に気をつけたという（1982年・共同通信社刊「NEW イージーリスニングの本」より）。
1990年10月にFM東京がステーションネームを「TOKYO FM」に変更して以後も続いていたが、バブル崩壊によりスポンサーが撤退し、1993年3月31日をもって17年5ヶ月にわたる放送を終了。後番組は各FM局でワイド番組が放送開始・放送時間を延長した。
1990年10月以降、TOKYO FMのみオープニングでタイトルコールのあとに「ハートがキャッチする。TOKYO FM 80.0」が挿入されていた。

## 主題歌
いずみたく作曲の「愛の世界（ラブ・ワールド/MONDE D'AMOUR）」がほぼすべての放送期間を通して流されていたが、一部、アレンジが加えられている。1982年3月までは、オープニング（前テーマ）は歌入り。エンディング（後テーマ）はインストゥルメンタル（カラオケ）だったが、1982年4月以後はインストゥルメンタルのみとなった。3代目OP/4代目EDは、番組終了まで、ワールドグループ各社の電話保留音にも採用されていた。
- 初代オープニング　（1976年11月から1982年3月まで）歌：ジャン＝ミッシェル・カラディック（ポリドール）
オープニング・ナレーションから終末部までは同曲のオリジナル・カラオケがテープ編集により合成されて使用された。
- 初代エンディング　（1976年11月から1979年10月まで）オリジナル・カラオケ（コーラス:シンガーズ・スリー）
- 2代目エンディング（1979年11月から1982年3月まで） 演奏：レイモン・ルフェーブル・グランド・オーケストラ（instrumental）
- 2代目OP/3代目ED（1982年4月から1986年まで） 演奏：ピエール・ポルト・オーケストラ
- 3代目OP/4代目ED（1986年から1992年12月まで） 編曲：服部克久編曲（instrumental with chorus）
- ※4代目OP/5代目ED（1993年1月から1993年3月まで） 初代から3代目OP/4代目EDまでをシャッフルしたアレンジ版。

## 担当の放送作家
- 中山茎子

## レコード
- 放送5周年記念LP「ワールド・オブ・エレガンス」-細川俊之の世界- 〈1981〉

(ナレーション:細川俊之 演奏:ジャンヌ・ルーカス・オーケストラ)

## CD
- ジャン＝ミッシェル・カラディック『愛の世界』は、販促用に製作されたレコードのみで商品化されていなかったが、1999年にEMIミュージック・ジャパンより発売された「いずみたく作品集」に収録、初商品化された。

- 1985年10月1日に番組開始10周年記念アルバム『WORLD OF ELEGANCE』(レイモン・ルフェーブル楽団の演奏と細川俊之の語り、歌で構成)がポリドールから発売された。

- 放送終了直後の1993年4月21日に、17年間の番組のエッセンスとして、『細川俊之のワールド・オブ・エレガンス フォーエバー』がNECアベニューから発売された。

- 1993年3月21日に16周年記念盤として番組をCD化した4タイトルのCDがリリースされた。(ナレーション:細川俊之、演奏:ジェーヌ・プルミエールオーケストラ)その後も1950年代から1970年代生まれの人々を中心に、同番組に対する根強いファンは少なくなく、放送開始から30年そして放送終了から14年が経過した2007年7月11日に、その4作品がデジタル・リマスタリング化され日本クラウンより再発売された。なお、この再発売に際し、細川俊之が新たにコメントなどを加えている。
  - World of Elegance「パリの恋人 -My Paris Love-」
  - World of Elegance「アイ・ラブ・ユー -I Love You-」
  - World of Elegance「ニューヨーク物語 -New York Story-」
  - World of Elegance「男と女のいる風景 -Scenes Of Man and Women-」

## ネット局
- エフエム東京（制作局）
- エフエム北海道（1982年9月 〜 最終回）
- エフエム仙台（1982年12月 〜 終了時期不明）
- 静岡エフエム放送（1983年4月 〜 終了時期不明）
- エフエム愛知
- エフエム大阪 ※平日の放送の他、土曜10:00 - 10:55にも放送されていた。
- 広島エフエム放送（1982年12月 〜 終了時期不明）
- エフエム福岡